# بول شولتسه-ناومبورغ
بول شولتسه-ناومبورغ (بالألمانية: Paul Schultze-Naumburg)‏ (و. 1869 – 1949 م) هو مهندس معماري، وسياسي، ورسام من ألمانيا . ولد في ناومبورغ . تولى منصب عضو مجلس النواب الألماني للجمهورية فايمار، وعضو مجلس النواب الألماني من ألمانيا النازية.
وهو عضو في الحزب النازي.
وهو عضو في Militant League for German Culture.
توفي في يينا.

## أعمال بارزة
من أهم أعماله:
- Cecilienhof.

## جوائز
حصل على جوائز منها:
- Golden Party Badge.

## روابط خارجية
- بول شولتسه-ناومبورغ على موقع مونزينجر (الألمانية)